# Episodi di C'è sempre il sole a Philadelphia (ottava stagione)
L'ottava stagione della serie televisiva C'è sempre il sole a Philadelphia è stata trasmessa negli Stati Uniti dall'11 ottobre al 20 dicembre 2012 su FX.
In Italia, la stagione è andata in onda sul canale satellitare Fox dal 14 al 27 maggio 2014.
| nº | Titolo originale                          | Titolo italiano                              | Prima TV USA     | Prima TV Italia |
| -- | ----------------------------------------- | -------------------------------------------- | ---------------- | --------------- |
| 1  | Pop–Pop: The Final Solution               | Pop-pop soluzione finale                     | 11 ottobre 2012  | 14 maggio 2014  |
| 2  | The Gang Recycles Their Trash             | La banda ricicla la spazzatura               | 18 ottobre 2012  | 15 maggio 2014  |
| 3  | Maureen Ponderosa's Wedding Massacre      | La strage al matrimonio di Maureen Ponderosa | 25 ottobre 2012  | 16 maggio 2014  |
| 4  | Charlie and Dee Find Love                 | Charlie e Dee trovano l'amore                | 1º novembre 2012 | 17 maggio 2014  |
| 5  | The Gang Gets Analyzed                    | La comitiva viene analizzata                 | 8 novembre 2012  | 20 maggio 2014  |
| 6  | Charlie's Mom Has Cancer                  | La madre di Charlie ha un cancro             | 15 novembre 2012 | 21 maggio 2014  |
| 7  | Frank's Back in Business                  | Frank è di nuovo in affari                   | 29 novembre 2012 | 22 maggio 2014  |
| 8  | Charlie Rules the World                   | Charlie domina il mondo                      | 6 dicembre 2012  | 23 maggio 2014  |
| 9  | The Gang Dines Out                        | La cricca cena fuori                         | 13 dicembre 2012 | 24 maggio 2014  |
| 10 | Reynolds vs. Reynolds: The Cereal Defense | Il processometro                             | 20 dicembre 2012 | 27 maggio 2014  |